# IC 4852
IC 4852 — галактика типу SBc () у сузір'ї Павич.
Цей об'єкт міститься в оригінальній редакції індексного каталогу.